# Генеральний штаб Німеччини

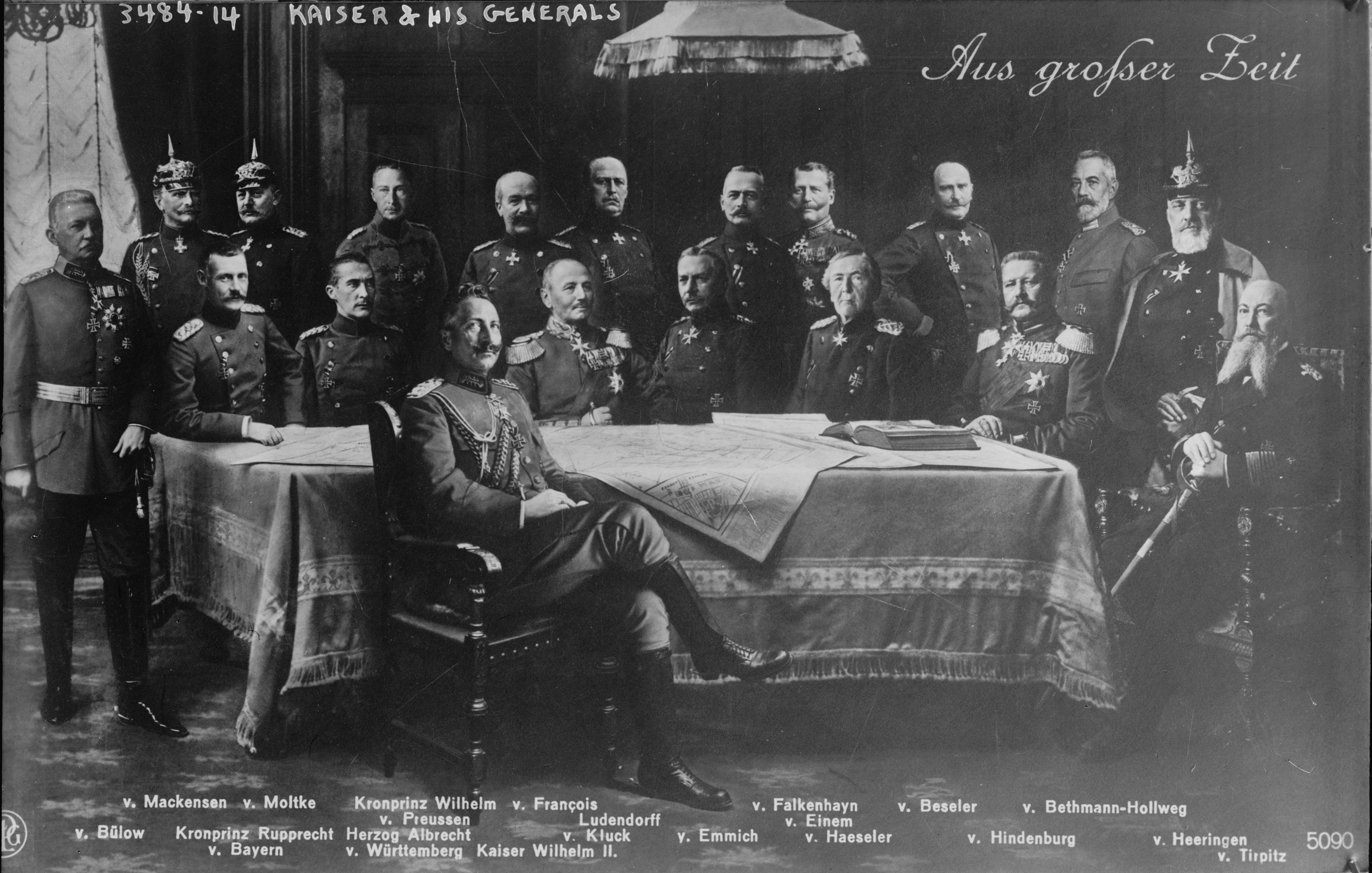
Кайзер Вільгельм II з генералами Генерального Штабу Німецької Імперії

Генеральний штаб Німеччини (нім. Generalstab) — найвищий орган управління військами Збройних сил Німеччини у 19-20 століттях.
Генеральний штаб Німеччини (нім. Großer Generalstab, досл. «Великий Генеральний штаб») протягом півтори сторіччя виконував роль повноцінного робочого органу військового управління, який очолював спочатку прусську армію, а згодом імперську армію Німеччини, Рейхсвер та Вермахт. Генштаб ніс повну відповідальність за безперервне вивчення всіх аспектів війни, а також за підготовку й розгляд планів мобілізації або військових кампанії. Цей орган управління існував неофіційно з 1806 року, офіційно перший Генеральний штаб Пруссії був заснований законом у 1814 році. Комплектування Генерального штабу офіцерським корпусом кардинально відрізнялося від звичайного формального добору посадових осіб. Необхідними умовами для отримання посади в генеральному штабі були цілісність характеру, бездоганна поведінка на службі й в побуті. Далі приймалися до уваги військові здібності, фронтовий стаж, тактична і технічна підготовка, організаційний талант, фізична і духовна витривалість, старанність, тверезість розуму, рішучість, а не заступництво чи багатство.
Протягом тривалого часу свого розвитку генеральний штаб виховував і навчав повноцінних в розумовому і моральному відношенні офіцерів, здатних керувати німецькими збройними силами в складних умовах, в яких вони зазвичай змушені були битися.
Прусський Генеральний штаб також користувався більшою свободою від політичного контролю, ніж його сучасники, і ця автономія була закріплена в законі про створення Німецької імперії в 1871 році. Він вважався фундаментом німецького мілітаризму в період після Першої світової війни, а переможці намагалися придушити установи. Проте він вижив, щоб грати свою звичну роль у переозброєнні Німеччини та Другій світовій війні.